# تجمع شروط (رماة)

تعديل مصدري - تعديل

تجمع شروط هي إحدى قرى عزلة رماة بمديرية رماة التابعة لمحافظة حضرموت، بلغ تعداد سكانها 27 نسمة حسب تعداد اليمن لعام 2004.